# Campo di prigionia di Grini

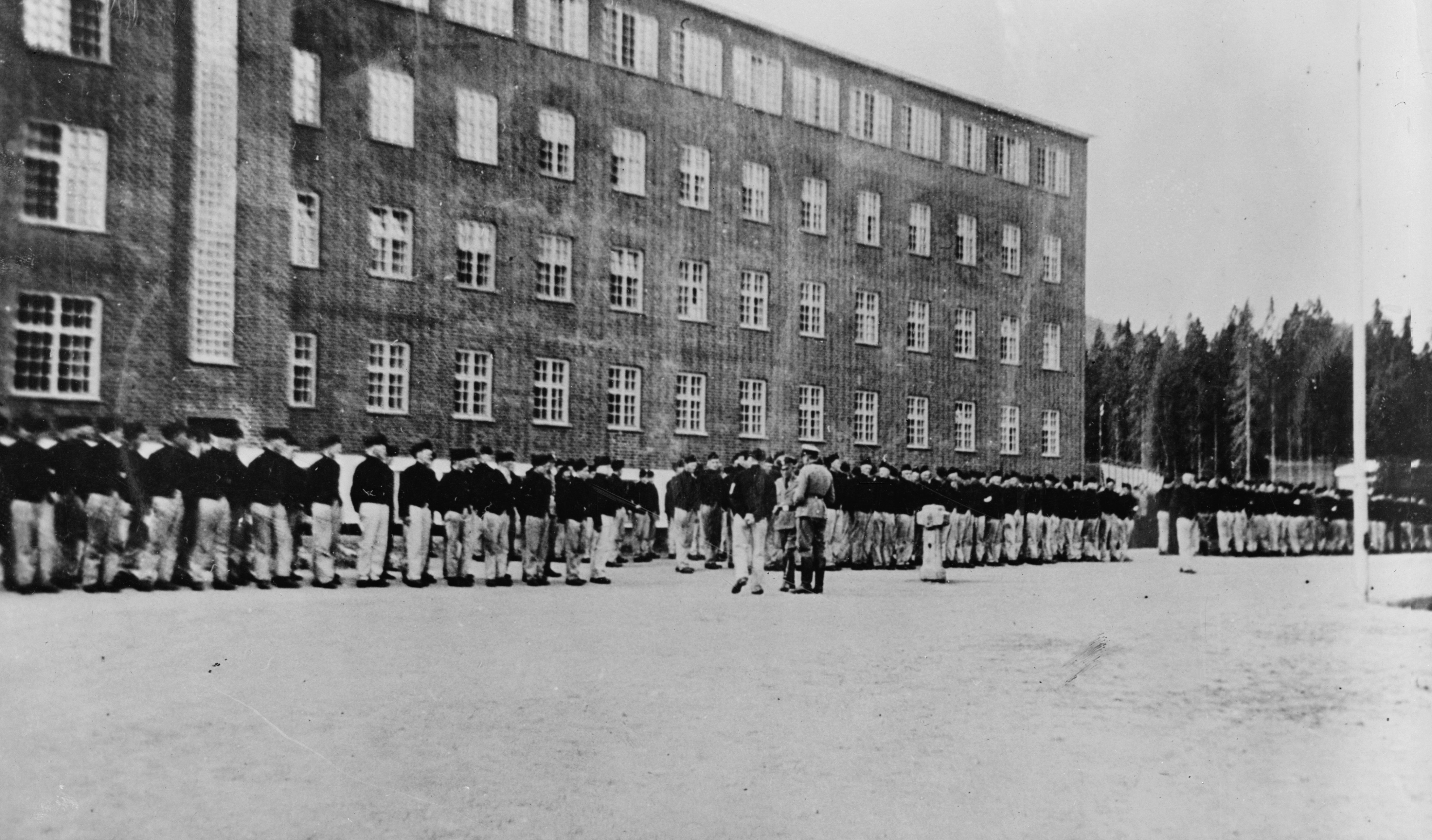
Grini tra il 1941 e il 1943.

Il campo di prigionia di Grini (in norvegese: Grini fangeleir, in tedesco: Polizeihäftlingslager Grini) fu un campo nazista situato nella periferia di Oslo, in Norvegia, nella municipalità di Bærum, attivo tra il 1941 e il maggio 1945. Pensato originariamente come una prigione femminile durante le fasi della costruzione nel 1939, a partire dal 14 giugno 1941 venne utilizzato come campo di concentramento per prigionieri politici norvegesi.
In totale, 20.000 prigionieri transitarono per Grini, e comunque il campo non superò mai i 5.000 internati contemporaneamente. Non si hanno notizie sul numero di vittime, sebbene sia noto come la Gestapo e la polizia utilizzarono molto spesso le strutture del campo per torturare i dissidenti e i prigionieri.
Al termine della guerra, il campo venne utilizzato dal governo norvegese come prigione per i collaborazionisti norvegesi e venne rinominato Ilebu. Chiuso nel 1950 e riaperto nel 1952 con il nome di Ila landsfengsel og sikringsanstalt è stato per lungo tempo una prigione.

## Storia
Grini fu originariamente costruito come prigione femminile, vicino a un vecchio podere chiamato Ilen o anche Ihlen, su un terreno acquistato dalla famiglia Løvenskiold dallo stato norvegese. La costruzione della prigione femminile iniziò nel 1938, ma nonostante fosse quasi terminata nel 1940, non venne utilizzata per il suo scopo originario: l'invasione della Norvegia da parte della Germania nazista il 9 aprile 1940, durante la seconda guerra mondiale, ha invece accelerato l'utilizzo del sito per la detenzione da parte del regime nazista.
Inizialmente i nazisti usarono la prigione per detenere gli ufficiali norvegesi catturati durante la campagna di Norvegia. Questo uso fu interrotto nel giugno 1940, quando la Norvegia capitolò. La prigione fu poi utilizzata per ospitare i soldati della Wehrmacht fino all'istituzione del campo di concentramento il 14 giugno 1941. I primi detenuti arrivarono da Ånebyleiren, il cui uso fu contemporaneamente interrotto. Poco dopo, il numero dei prigionieri fu aumentato dalle truppe sovietiche catturate durante l'operazione Barbarossa.
Il campo fu gestito dalle Schutzstaffel e dal personale della Gestapo, che lo ribattezzarono Polizeihäftlingslager Grini. Il nome corrisponde a una fattoria vicina e al distretto residenziale circostante situato a breve distanza a sud-est del campo, ma storicamente l'area di Ilen non aveva alcun collegamento con la fattoria Grini.
All'inizio i detenuti furono tenuti nei locali della prigione originale, ma nel 1942 dovette essere ampliata per aumentarne la capacità. Nell'agosto 1942, il campo di prigionia di Veidal fu creato come subunità del campo. Grini fu utilizzato principalmente per i prigionieri politici norvegesi: molti furono trattenuti prima di essere spediti nei campi in Germania; in totale passarono attraverso il campo 3.402 persone dirette verso i campi in Germania. Allo stesso modo, molti insegnanti che presero parte alla disobbedienza civile del 1942 furono trattenuti a Grini per un giorno prima di essere portati a Kirkenes via Jørstadmoen. Complessivamente passarono per Grini 19.247 prigionieri, e al massimo (nel febbraio 1945) furono 6.208.
Tra questi ci furono i sopravvissuti all'operazione Checkmate, un raid britannico avvenuto nel 1943, successivamente furono inviati al campo di concentramento di Sachsenhausen dove furono giustiziati nel febbraio 1945.
Il numero totale di morti a Grini è sconosciuto, anche se la Gestapo e la polizia utilizzarono l'area per scopi di tortura con almeno otto persone sono state giustiziate al suo interno. Le truppe aviotrasportate britanniche inviate in aliante per sabotare l'impianto di acqua pesante Norsk Hydro durante l'operazione Freshman si sono schiantate in Norvegia a causa del maltempo. I cinque sopravvissuti illesi furono fatti prigionieri e tenuti nel campo di concentramento di Grini fino al 18 gennaio 1943, quando furono portati nei boschi vicini, bendati e uccisi dalla Gestapo: questo fu un crimine di guerra, in violazione della Convenzione di Ginevra, mentre le esecuzioni normalmente avvenivano presso la fortezza di Akershus o Trandumskogen.
I campi in altre parti della Norvegia, tra cui Fannrem, Kvænangen e Bardufoss, furono organizzati come parte del sistema Grini.  Le forze tedesche mantennero anche un accampamento militare a Huseby, non lontano da Grini.

### Vita carceraria
Oltre alle guardie, gli occupanti tedeschi dedicarono poco personale al campo. Poiché a Grini furono detenuti molti politici, accademici e personalità della sfera culturale, si stabilì un certo livello di organizzazione interna. I prigionieri lavorarono nell'industria manifatturiera, nell'agricoltura e in altri lavori manuali, con la gran parte del lavoro manuale svolto fuori dal campo. Alcuni detenuti mantennero le loro specialità prebelliche, come lo storico letterario Francis Bull che tenne segretamente diverse conferenze e riuscì a pubblicare tre libri con materiale scritto durante i suoi tre anni di permanenza a Grini.
La dieta al Grini era povera. Dopo la guerra, suscitò un certo scalpore nella popolazione quando si seppe che i prigionieri nazisti della Norvegia liberata erano trattati meglio dei prigionieri del regime nazista; tra l'altro la dieta nelle carceri norvegesi era molto migliore. D'altra parte, Grini era più ospitale verso i prigionieri della resistenza rispetto ai campi simili in Germania.

## Liberazione
Il 7 maggio 1945 Harry Söderman, incaricato dell'istruzione delle truppe di polizia norvegesi in Svezia, arrivò al campo e ordinò al comandante Alfred Zeidler di organizzare un'assemblea, prima per i 5.000 prigionieri maschi, e poi per le 500 femmine. Le donne furono liberate immediatamente, mentre ai detenuti maschi fu chiesto di rimanere nel campo per alcuni giorni fino a quando non fosse stato organizzato il loro trasferimento, nel frattempo la guida del campo fu affidata ai rappresentanti dei prigionieri. I prigionieri di Møllergata 19 e Victoria Terrasse sono stati trasferiti a Grini lo stesso giorno.

## Dopo la guerra
Dopo la liberazione della Norvegia nel maggio 1945, la prigione fu utilizzata per i norvegesi processati o condannati per tradimento o collaborazione, come parte dell'epurazione in Norvegia dopo la seconda guerra mondiale. Poiché il nome "Grini" era ora associato al movimento di resistenza norvegese, e quindi considerato di natura eroica, il campo fu ribattezzato Ilebu. Il nuovo nome rifletteva meglio anche la posizione effettiva del campo. 3.440 persone furono imprigionate qui nel luglio 1945. Le condizioni nel campo erano malsane, specie per il beriberi che scoppiava in estate. Una guardia riferì che l'esercizio punitivo fu utilizzato in modo duro.
Il 13 ottobre 1945 il Servizio Nazionale di Polizia Mobile condusse un'irruzione durante la quale il pubblico ministero Lauritz Jenssen Dorenfeldt e la moglie del comandante del campo Helge Gleditsch furono arrestati ingiustamente.
Il campo fu chiuso nel 1951, ma riaprì nello stesso anno con il nome Ila "landsfengsel og sikringsanstalt" (prigione nazionale e istituto di sicurezza), trasformato in una prigione per criminali che scontarono delle pene a lungo termine.
Gran parte del campo, comprese le baracche, fu demolito. Una caserma è conservata oggi e si trova a Kaditangen. C'è anche un museo, il Museo Grini, vicino all'odierno carcere di Ila. La caserma conservata è stata spostata nel 2010.

## Nella cultura di massa
L'architetto Odd Nansen riuscì a preservare la maggior parte dei suoi diari di Grini e Sachsenhausen, e alcune selezioni di questi furono pubblicate nel 1946 come libro in tre volumi Fra dag til dag (Dal giorno al giorno).
Il primo volume copre il periodo dal gennaio 1942 all'agosto 1942, il secondo volume copre dall'agosto 1942 fino all'agosto 1943, e il terzo volume copre il soggiorno di Nansen a Sachsenhausen.
Nel 1946 e nel 1947 fu pubblicato il libro in due volumi Griniboken, a cura di August Lange e Johan Schreiner, con il contributo di diversi detenuti. Il primo volume descrive la vita quotidiana al Grini come si sviluppò negli anni, includendo degli articoli separati sul dipartimento femminile, sui dipartimenti "Haft" (per uomini e donne) e sul "Fallskjermen", il dipartimento per coloro che furono condannati a morte e in attesa di esecuzione. Il secondo volume tratta più in dettaglio l'organizzazione interna, come i regimi del lavoro agricolo e della sanità, e discute anche la vita culturale e religiosa. Vengono descritte le località esterne (Kvænangen, Kongsvinger, Bardufoss e altri). Ci sono anche capitoli sulla resistenza sotto copertura a Grini, come il servizio di notizie, lo spionaggio e il linguaggio segreto dei segni delle dita sviluppato nel campo.
Il libro di Børre R. Giertsen del 1946 "Norsk fangeleksikon. Grinifangene" contiene una panoramica del personale tedesco a Grini, così come un elenco cronologicamente ordinato dei prigionieri, a cominciare dagli ostaggi Solvær incarcerati ad Åneby il 15 marzo 1941.

## Internati famosi
- Reidar Aulie
- Lars Berg
- Johan Borgen, giornalista e scrittore
- Abraham Borøchstein
- Trygve Bratteli, politico norvegese
- Hermann Fischer
- Ole Kristian Hallesby
- Odd Hassel, chimico norvegese
- Alvild Jørgensen
- Einar Gerhardsen, Primo ministro norvegese tra il 1945 e il 1965
- Harald Grieg, importante editore norvegese
- Henrik Groth
- Helge Gundersen
- Per Krogh, pittore norvegese
- Marie Lous Mohr
- Abelone Møkster
- Otto Nielsen
- Rasmus Navelsaker
- Peder J. M. Pedersen
- Birger Ruud, saltatore con gli sci
- Didrik Arup Seip
- Arne Sælensminde
- Lars Sæther
- Gustav Sønsteby
- Kristian Welhaven
- Arnulf Øverland, scrittore norvegese